# Rumunský Památník obětem komunismu a odporu
Rumunský Památník obětem komunismu a odporu tvoří muzeum umístěné v bývalém politickém vězení v Sighetu Marmației v severovýchodní Transylvánii a Mezinárodní centrum pro studium komunismu (International Center for Studies into Communism) se sídlem v Bukurešti, Calea Moşilor 132. Cílem Památníku je rekonstruovat a uchovat paměť některých národů, zejména rumunského lidu, jemuž byla po půl století vnucována do povědomí falešná historie. Památník byl zvláštním zákonem z 12. června 1997 prohlášen "projektem národního zájmu". V říjnu 1998 zařadila Evropská komise Památník Sighet mezi tři nejvýznamnější místa evropské paměti spolu s Památníkem Osvětim a Památníkem míru v Normandii.

## Dějiny věznice Sighet
Věznice Sighet byla postavena v roce 1897 rakousko-uherskou správou jako věznice obecného práva. V srpnu 1948 se stala místem zadržování skupiny studentů, žáků a rolníků z Maramureșe za protesty proti komunistickému režimu. V květnu 1950 bylo do věznice Sighet přivezeno více než sto dřívějších vysokých úředníků z celé země, mimo jiné bývalí ministři, akademici, ekonomové, vojáci, historici, novináři, politici. Někteří z nich byli odsouzeni k vysokým trestům, jiní byli vězněni bez soudu. Většina z nich byla starší 60 let. Mnoho významných osobností meziválečného Rumunska zemřelo ve vazbě, včetně vůdce Národní rolnické strany a bývalého rumunského premiéra Iuliu Maniua.
Vězni byli drženi v nehygienických podmínkách v celách bez vytápění, se špatnou stravou, přes den nesměli ležet na postelích. Nesměli se dívat z okna a ti, kteří neuposlechli, byli potrestáni vězněním v celách bez světla. Nakonec byly na okna umístěny okenice, takže bylo vidět pouze nebe. Součástí vězeňského trestu bylo ponižování a zesměšňování. Na podzim roku 1950 zde bylo uvězněno asi 45 řeckokatolických biskupů a kněží a řada z nich byla brutálně umučena. Mezi zemřelými v Sighetu byli biskupové Ioan Suciu, Tit Liviu Chinezu, Valeriu Traian Frențiu a Anton Durcovici. V letech 1950–1955 nebyly vydávány žádné úmrtní listy a rodiny zemřelých nebyly vyrozuměny.
V roce 1955, v návaznosti na Ženevskou konvenci a přijetí Rumunské lidové republiky do OSN, došlo k řadě omilostnění. Někteří političtí vězni v rumunských věznicích byli propuštěni, někteří byli přemístěni na jiná místa, v režimu nuceného pobytu. Z přibližně 200 zadržených jich 54 v Sighetu zemřelo. Věznice v Sighetu sloužila pro výkon trestu za běžné zločiny, ale političtí vězni zde byli umisťováni i v následujících letech, zejména během převozu do místní psychiatrické léčebny.
V roce 1977 byla věznice zrušena, přeměněna na skladiště a postupně chátrala.

## Památník
Po rumunské revoluci v roce 1989, která vedla k odstranění komunistického režimu, iniciovala vznik Památníku obětem komunismu a odporu v roce 1992 prezidentka Nadace Občanská aliance Ana Blandiana. Vzniku Muzea v Sighetu předcházela a následně jej podpořila činnost Mezinárodního centra pro studium komunismu, které roku 1993 založili Ana Blandiana a Romulus Rusan. V lednu 1993 předala návrh Památníku Sighet k posouzení Radě Evropy. V roce 1995, po návštěvě dvou oficiálních delegací v Sighetu, převzala Rada Evropy nad Památníkem záštitu.
V roce 1994 převzala ruinu bývalé věznice Nadace Občanská aliance, aby ji přeměnila na Památník. Rekonstrukční práce na budově trvaly až do roku 2000. Protože stoletá budova byla zchátralá a vlhká, musely být znovu vybudovány základy, izolace a střecha. Vnitřní stěny, které byly přemalovány a již nebylo třeba aby připomínaly 50. léta 20. století, byly obíleny.
Každá z 60 cel se stala muzejní místností, v níž byly, nyní již podle chronologického pořadí, umístěny předměty, fotografie, dokumenty, které připomínaly komunistický režim. Dne 20. června 1997 byly otevřeny první sály a na malém vězeňském nádvoří byl slavnostně otevřen prostor pro modlitby a ticho, který měl být poctou všem politickým vězňům, kteří zemřeli ve vazbě v komunistickém Rumunsku. Na větším nádvoří je umístěno sousoší nazvané "Průvod obětí", jehož autorem je sochař Aurel Vlad.
Sestavení soupisu jmen mrtvých si vyžádalo deset let práce Mezinárodního centra pro studium komunismu a tento údaj zdaleka nepokrývá skutečný rozsah represí. Seznam jmen většinou sestavili historici a bývalí političtí vězni Cicerone Ionițoiu a Eugen Sahan. Materiální náklady na návrh a výstavbu Prostoru ticha a modlitby nesl Misu Cârciog z Londýna, který je dodnes hlavním donátorem Památníku.

### Umělecká díla v Památníku
Na jednom z nádvoří bývalé věznice byl v roce 1997 na základě soutěžního projektu, kterého se zúčastnilo 50 architektů a umělců, vybudován Prostor pro ticho a modlitbu , podle projektu architekta Radu Mihăilescu , který kombinuje antický styl (náznak řeckého tholosu a křesťanské katakomby) s moderní vizí. Na stěnách sestupné rampy v podzemním prostoru byla do kouřového andezitu vyryta jména téměř osmi tisíc mrtvých z rumunských věznic, táborů a deportačních míst.
Myšlenka prokládat vývoj více než padesáti sálů muzea uměleckými díly se zrodila z potřeby doplnit vědecký obsah témat, jimž jsou sály muzea věnovány, o sugesci utrpení, které represe vyvolávaly, a o emoce před násilím a absurditou zla, které produkovaly. Několik děl výtvarného umění dotváří profil Památníku a dává mu mezi historickými muzei zvláštní osobitost. Díla darovaná autory zapůsobí symbolikou přijaté oběti, která je charakterizuje: gobelín "Svoboda, milujeme tě" od Șerbana Dragoescu, obraz "Vzkříšení" od Christiana Paraschiva, bronzová plastika "Černé moře", kterou Ovidiu Maitec věnoval historikovi Gheorghe I. Brătianuovi.
Dvě velké sochy od Camiliana Demetrescu s názvem "Pocta politickému vězni" (jedna s podtitulem "Vzkříšení") dodávají atmosféře dramatické a povznášející rysy. Stejně působivý je i triptych "Requiem" od Victora Cupșy, věnovaný obětem komunismu ve všech zemích. Dílo je umístěno v přijímací místnosti návštěvníků z Hřbitova chudých - Nekropole bez hrobu. Reliéf "Viděno na podzim" od Petera Jacobiho, autora příručky věnované evropské paměti, je umístěn v mapové místnosti.
Rozměrově i uměleckým duchem největším dílem je sousoší "Procesí obětí" od sochaře Aurela I. Vlada, které se stalo jedním z emblémů muzea. Jde o osmnáct lidských postav kráčejících ke zdi, která jim uzavírá obzor, stejně jako komunismus připravil o život miliony lidí. Dílo bylo prezentováno v roce 1997 ve dřevě, v následujícím roce bylo odlito do bronzu a nyní je umístěno na velkém nádvoří bývalé věznice.

#### Hřbitov chudých
Poslední součástí Památníku je Hřbitov chudých, který se nachází 2,5 km za městem. Ve 20. století zde byli pohřbíváni nemajetní občané. V letech 1950–1954 zde byli pohřbíváni do neoznačených hrobů političtí vězni z vězení Sighet.
V roce 1999 byl na počest oběti těchto obětí koncipován projekt krajinářských úprav. Na ploše hřbitova o rozloze 14 500 m² byl nakreslen obrys Rumunska. Mimo obrys byly vysázeny sazenice, převážně jehličnanů. Vznikl tak vegetací ohraničený amfiteátr, uvnitř kterého zůstane prázdná plocha s hroby. Idea návrhu je taková, že tímto způsobem vlast drží v náručí své mučedníky a oplakává je prostřednictvím opakujících se generací vegetace. Z belvedéru, který bude umístěn na vyvýšeném místě, přímo na břehu řeky Tisy (která je současnou hranicí s Ukrajinou), budou moci návštěvníci Památníku tuto symbolickou kresbu vidět stále zřetelněji, protože příroda bude projekt dotvářet.

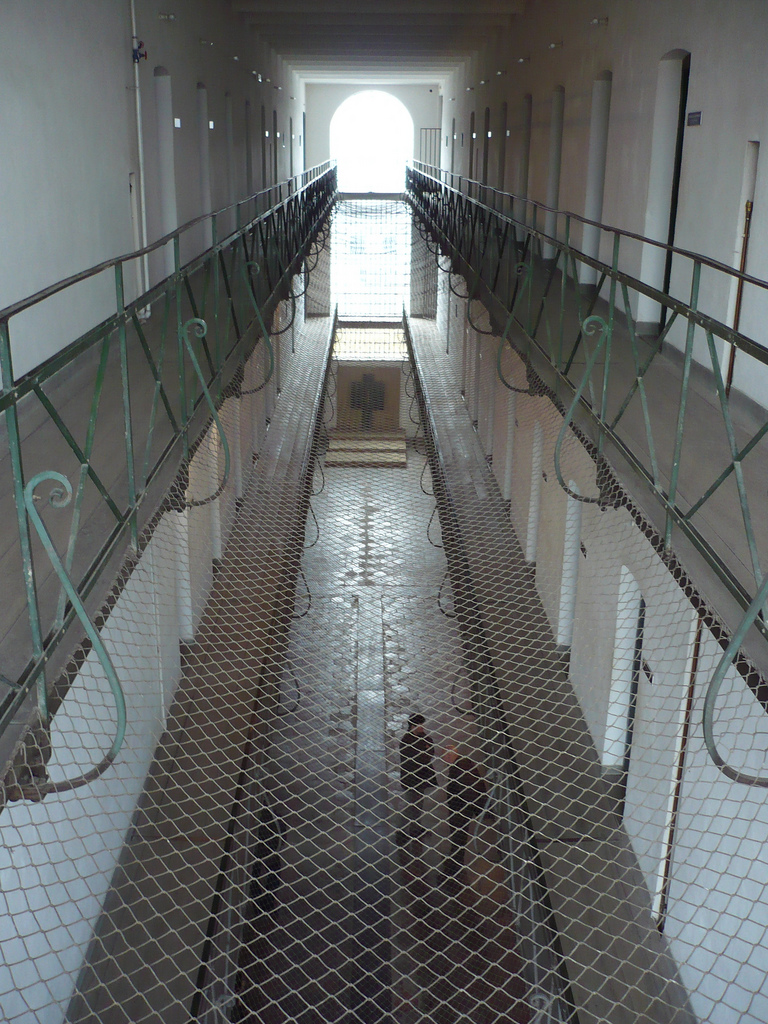
interiér vězení Sighet
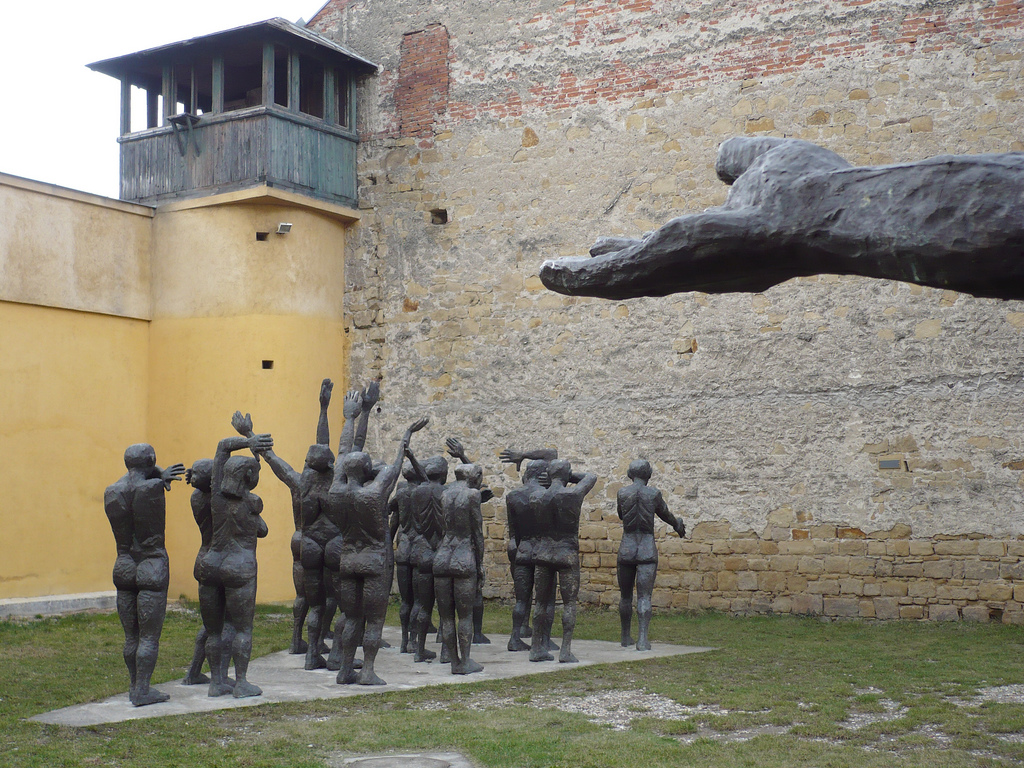
Procesí obětí
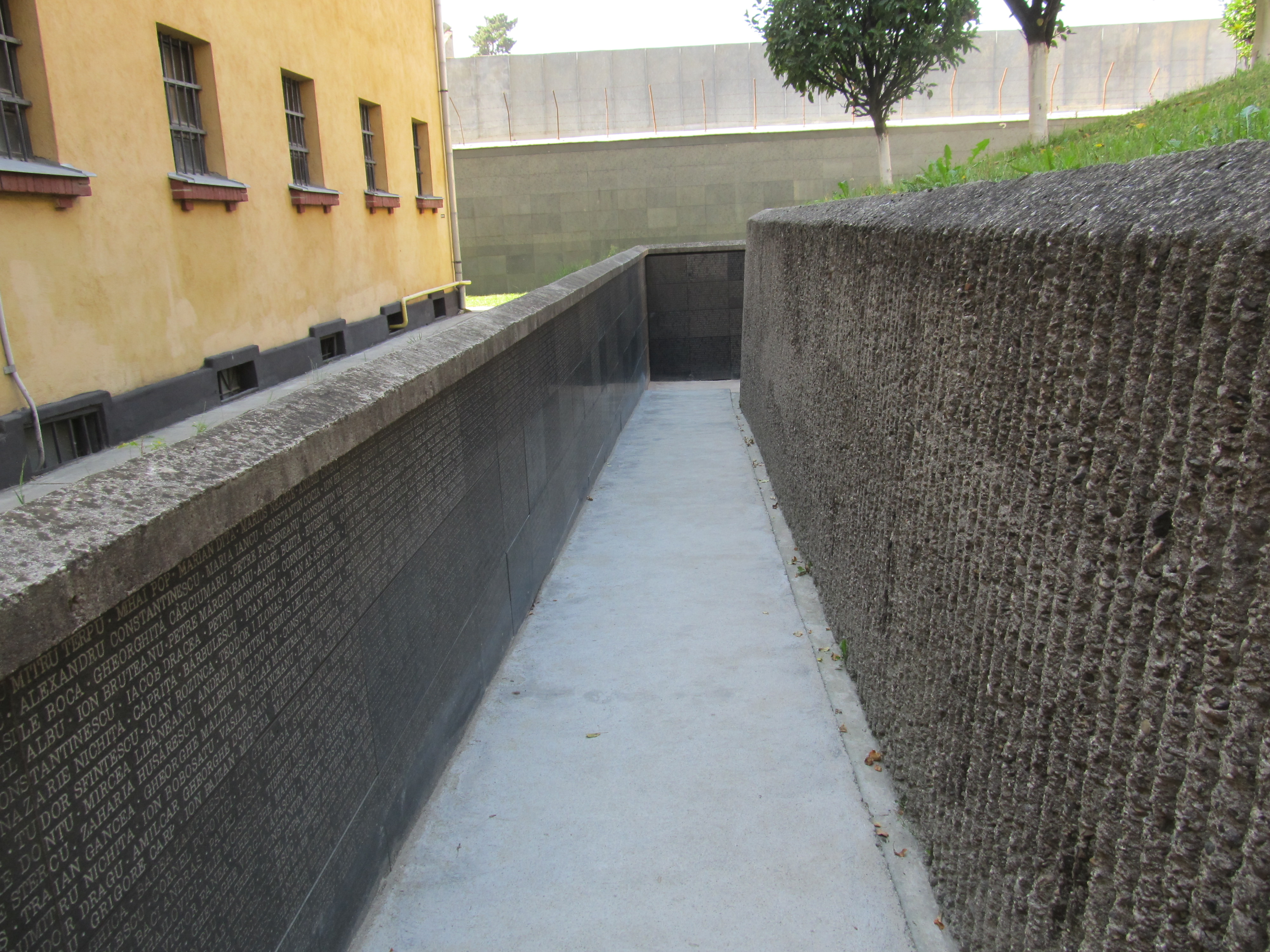
zeď se jmény obětí
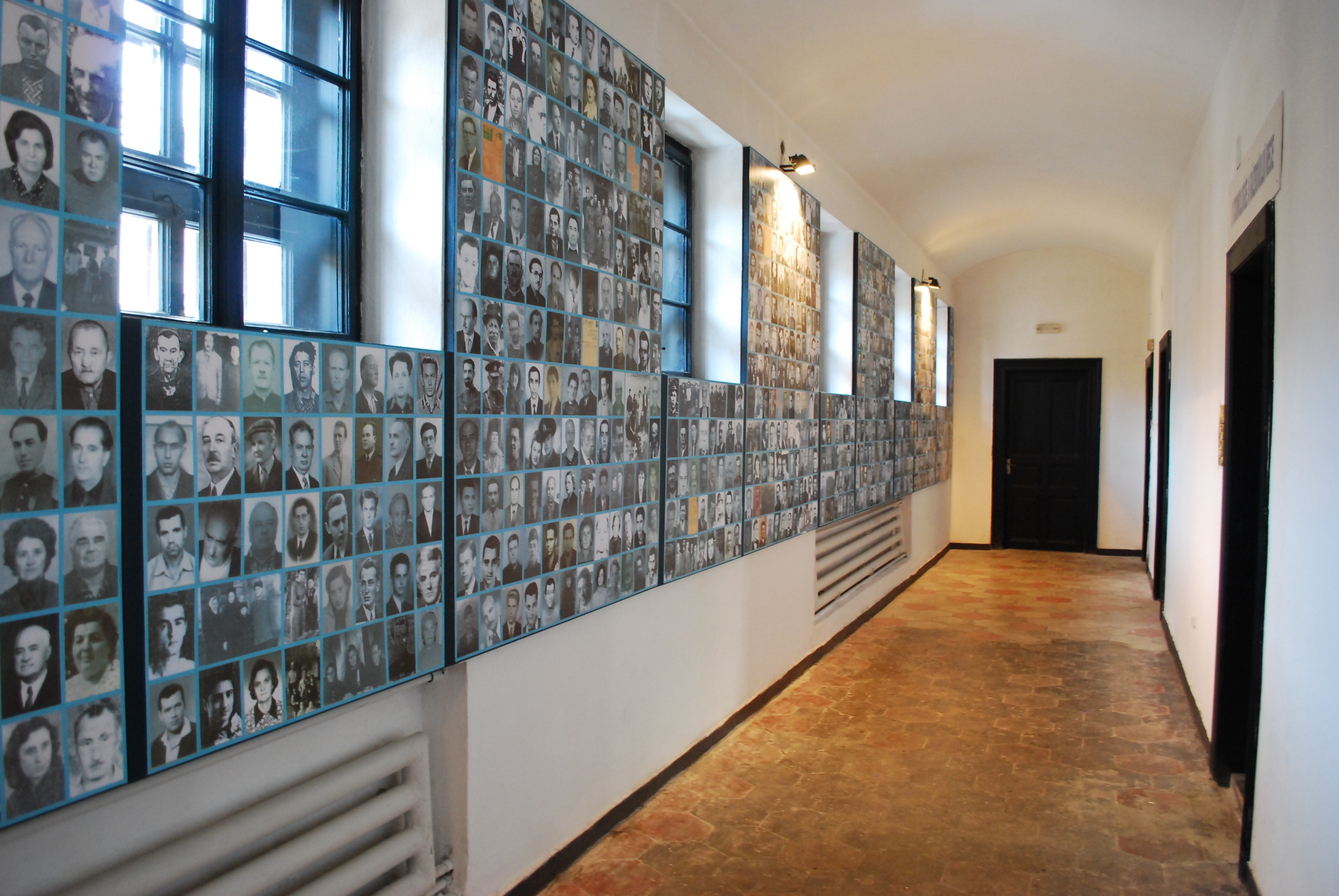
portréty obětí
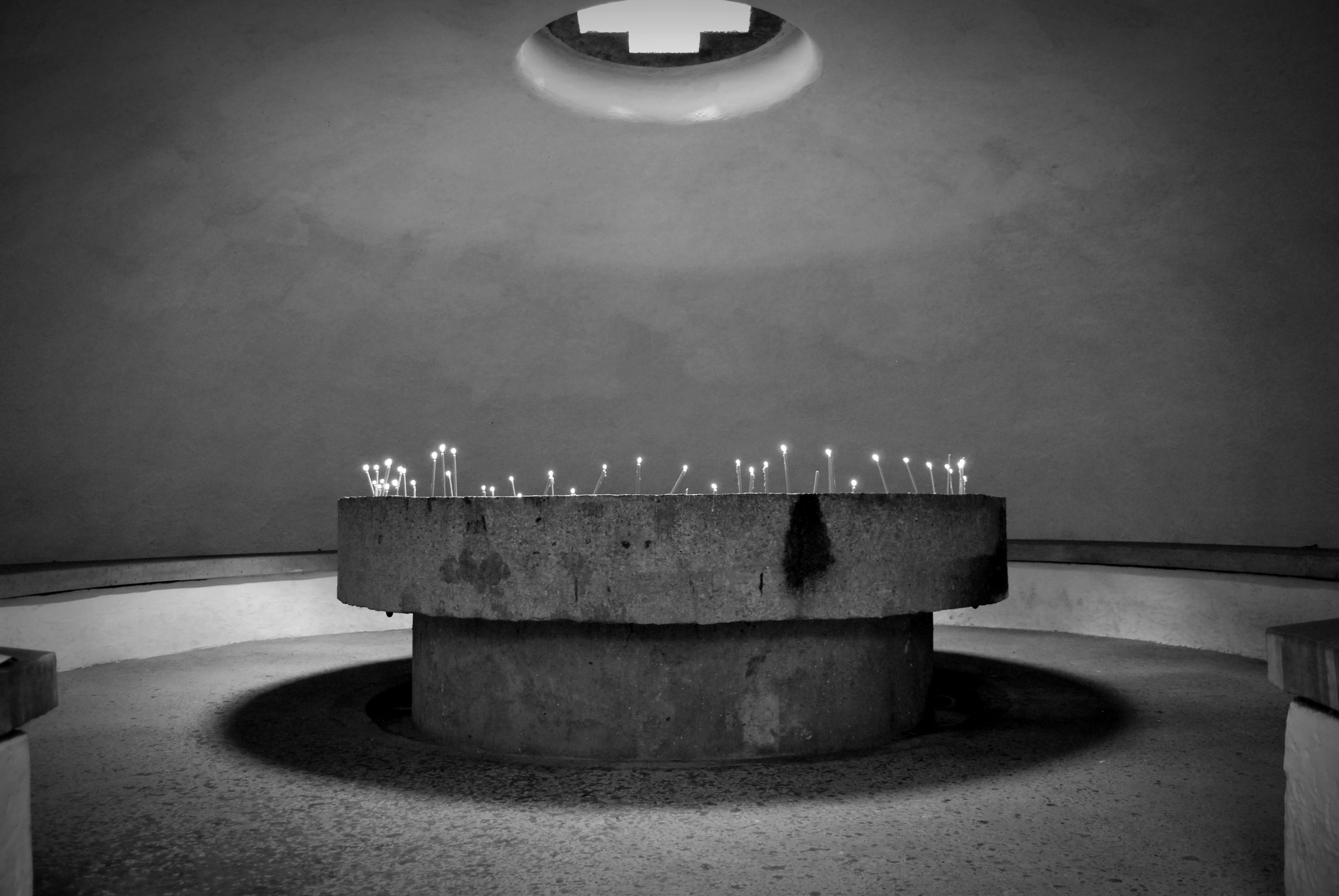
Masa tacerii-sighet
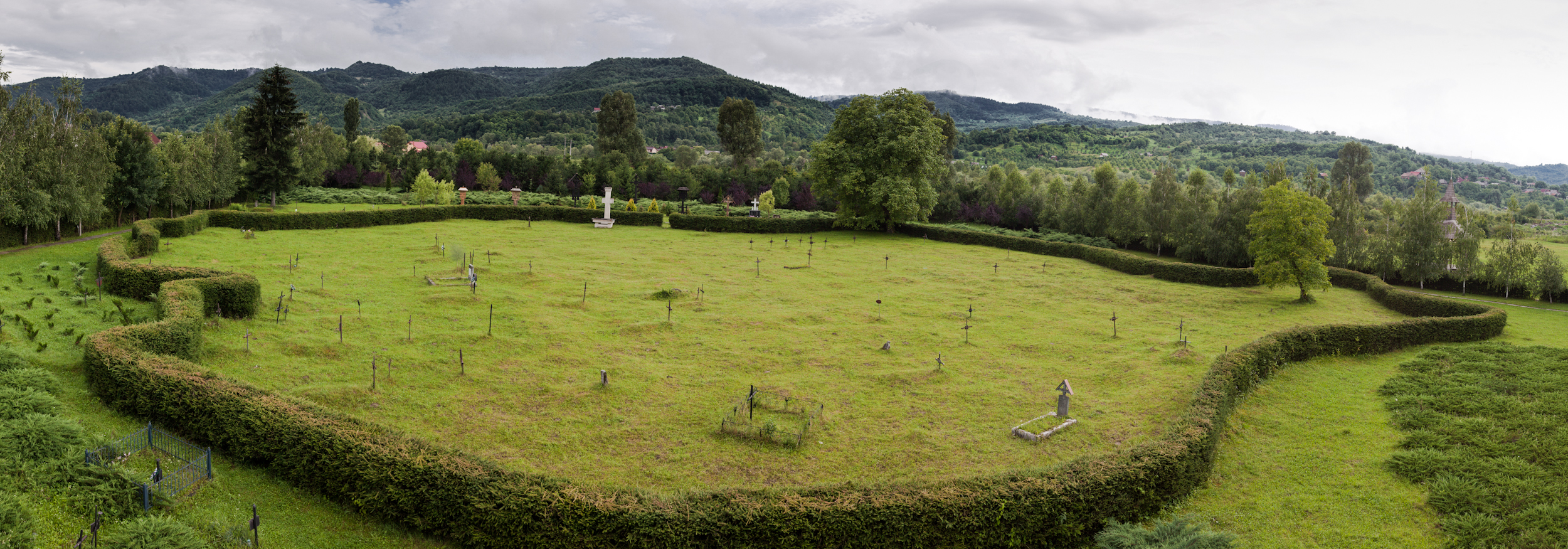
Hřbitov chudých - Sighetu Marmatiei

## Mezinárodní centrum pro studium komunismu
Mezinárodní centrum pro studium komunismu založil a řídil spisovatel Romulus Rusan (1935–2016), manžel sbásnířky Any Blandiany. Oba byli zakladateli Občanské Aliance, roku 1995 Nadace Občanská Akademie, jejímž hlavním projektem byl Památník Sighet.
Mezinárodní prestiž centra je zajištěna vědeckou radou, ve které zasedají známé osobnosti jako Vladimir Bukovski, Stephane Courtois, Thomas S. Blanton, Dennis Deletant, Helmut Muller-Enbergs, nebo rumunští profesoři Şerban Papacostea a Alexandru Zub.

### Oddělení orální historie
Cílem oddělení je uchovat nedávnou paměť prostřednictvím nahrávání rozhovorů s bývalými politickými vězni a těmi, kteří měli významné zkušenosti z období komunistického režimu. Archiv orální historie obsahuje více než 6000 hodin nahrávek. Fragmenty očitých svědectví z archivu orální historie jsou k dispozici v prostorách Památníku Sighet. Sbírka orální historie má sedmnáct svazků a vyšly také dvě audioknihy s úryvky očitých svědectví z archivu orální historie: Sedlák a komunismus (2009) a Černá svatodušní neděle: Deportace v Bărăganu v roce 1951 (2011).

### Nadace Občanská akademie
Nadace Občanská akademie je právnickou osobou, která organizuje a spravuje Památník obětem komunismu a protikomunistického odboje. Mezi její cíle patří občanská výchova, vzdělávání mládeže, dobrá znalost rumunské minulosti a obnova novodobých rumunských dějin, které byly v období komunistické diktatury zfalšovány.
Od roku 1998 pořádá Nadace Občanská akademie ve spolupráci s Nadací Konrada Adenauera každoročně v Muzeu památníku obětem komunismu a protikomunistického odboje Letní školu Sighet, které se účastní studenti středních škol ve věku 14 až 18 let a od roku 2008 také učitelé dějepisu. Přednášejícími byli dosud odborníci na dějiny komunismu z Francie, Německa, Anglie, Spojených států amerických, Polska, České republiky, Ruska, Maďarska, Moldavské republiky a Rumunska a také disidenti a bojovníci proti komunismu z celé východní Evropy.

## Další rumunské instituce zabývající se zločiny komunismu
- Institute for the Investigation of the Crimes of Communism and the Memory of the Romanian Exile (Institutul de Investigare a Crimelor Comunismului și Memoria Exilului Românesc, IICCMER) - Institut vznikl sloučením exilového sdružení The National Institute for the Memory of the Romanian Exile (INMER), založeného roku 2004 a domácího The Institute for the Investigation of the Crimes of Communism (IICCR), založeného vládním dekretem roku 2005. Oba instituty byly sloučeny 25. listopadu 2009 a v následujícím roce premiér jmenoval do čela nového institutu rumunského profesora politických věd na Univerzitě v Marylandu Vladimira Tismăneanu. Ten předtím vedl Prezidentskou komisi pro analýzu komunistického diktátorského režimu v Rumunsku.
- Center for Studies of Communism and Post-Communism (Centrul de Studii asupra Comunismului și Postcomunismului) je podporován IICCMER a zároveň Fakultou historie na "Alexandru Ioan Cuza" University of Iasi.
- National Council for the Study of Security Archives (Consiliul Național pentru Studierea Arhivelor Securității, CNSAS) je instituce založená Zákonem 187/1999 aby studovala archivy a zveřejnila seznamy agentů a spolupracovníků rumunské tajné policie Securitate. CNSAS vydává knižní publikace[5] a zveřejňuje výroční zprávy. CNSAS vede ředitel jmenovaný prezidentem a jedenáctičlenná rada jejíž členy volí parlament na dobu 6 let. Od listopadu 2008, v důsledku žaloby podané právníkem Dana Voiculescu, a konkrétně v důsledku procesních nedostatků postoupených Ústavnímu soudu, funguje CNSAS na základě mimořádného vládního nařízení č. 24, které bylo následně přijato jako zákon. Změny oproti zákonu č. 187/1999 jsou významné: z působnosti zákona jsou vyňaty "osoby získané jako spolupracovníci" a také bývalí vedoucí představitelé strany, bývalí první tajemníci nebo osoby z řídících orgánů bývalé komunistické strany, které se provinily porušením základních lidských práv a svobod. CNSAS také nemůže z moci úřední ověřovat členy církevního sboru. To lze provést pouze na výslovnou žádost církve.[6]
- National Institute for the Study of Totalitarianism (Institutul Național pentru Studiul Totalitarismului) byl založen v dubnu 1993. Zabývá se všemi obdobími totalitních režimů v Rumunsku, počínaje vládou krále Karla II (1930–1940) až po konec komunistické vlády Nicolae Ceaușesca roku 1989.[7]
- Center for the Investigation of the Crimes of Communism (Centrul de Investigare a Crimelor Comunismului, CICC) je výzkumná instituce pod záštitou Sdružení pro paměť obětí komunismu, zřízená roku 2010 a vedená historikem Mariusem Opreou.
- Romanian Institute of Recent History (Institutul Român de Istorie Recentă, IRIR) je nezávislá soukromá nezisková organizace, která se zabývá výzkumem nedávné minulosti Rumunska. Byla založena v roce 2000 z iniciativy Coena Storka, bývalého nizozemského velvyslance v Rumunsku. Oficiální název institutu je "Nadace pro studium nejnovějších dějin Rumunska". Původní finanční prostředky poskytlo nizozemské ministerstvo zahraničních věcí prostřednictvím programu MATRA.[8]
- Institute of the Romanian Revolution of December 1989 (Institutul Revoluției Române din Decembrie 1989, IRRD) je instituce zřízená zákonem 556/2004 s cílem zkoumat historii rumunské revoluce z roku 1989. Vede ji bývalý rumunský prezident Ion Iliescu. Již roku 2010 navrhl předseda IICCMER Vladimir Tismăneanu, aby byly paměťové instituce IICCMER a IRRD sloučeny do jediné.[9] IRRD byl navržen ke zrušení v červnu 2021 poté, co Senát přijal iniciativu stran PNL a USR-PLUS.

## Oficiální zpráva o obětech komunistického režimu v Rumunsku
Rumunsko se se zločiny komunismu začalo vyrovnávat velmi pozdě. Podle oficiální zprávy, kterou podal roku 2006 v rumunském Parlamentu prezident Traian Băsescu, bylo v době komunistického režimu v letech 1945–1989 celkem zabito nebo různým způsobem perzekvováno 500 000 až 2 miliony lidí. Podle prezidenta byl tento režim nelegitimní a zločinný, pošlapával právo a nutil své občany žít ve lži a teroru.
Zprávu vypracovala prezidentská komise pod vedením Vladimira Tismaneanu, známého politologa a bývalého protikomunistického disidenta, který v 80. letech emigroval do USA. Traian Băsescu proti komunistům vznesl 21 obvinění, mezi nimiž bylo násilné nastolení loutkové prosovětské vlády v roce 1945, zničení rumunské demokracie a pronásledování celých skupin rumunského obyvatelstva ve jménu třídního boje. Navrhl ustavení Národního dne památky obětí a Muzea obětí komunismu a sestavení nové učebnice historie.
Také svržení komunistického režimu v Rumunsku bylo provázeno násilím a krveprolitím, při kterém bylo zatčeno 760, zraněno 3 138 a zabito 1142 lidí, většinou civilistů.

## Památník bolesti
Memorialul Durerii (Památník bolesti) je televizní dokumentární seriál, který představuje pronásledování, věznice, tábory nucených prací a represivní akce Tajné bezpečnosti „Securității” v komunistickém Rumunsku, natočený televizí TVR, jehož hlavní producentkou je Lucia Hossu-Longin. " Památník bolesti " byl natočen ve 120 dílech, které byly zakoupeny Kongresovou knihovnou a Hooverovým archivem [1] , ale nebyly vysílány mimo Rumunsko. Bylo natočeno více než 100 000 minut s přeživšími z komunistických věznic.

## Dokumentované konkrétní zločiny komunistického režimu v Rumunsku
Deportace – roku 1945 vydaly sovětské okupační síly v Rumunsku rozkaz k deportaci 70 000 etnických Němců schopných práce do pracovních lágrů v Sovětském svazu. Po konfliktu Josipa Broze Tita se Stalinem, bylo v letech 1950–1951 z příhraničního pásu Rumunska deportováno 44 000 lidí (ve věku 2–85 let) do pusté stepní oblasti Bărăgan, kde zprvu žili v zemljankách, které si vybudovali. Roku 1956 se část deportovaných mohla vrátit, ale v Bărăganu mezitím zemřelo 1 700 lidí, z toho 174 dětí. Později tato oblast, kde byla většina pracovních táborů v Rumunsku, sloužila k nucenému pobytu politických vězňů.
Převýchovný experiment v Pitești (Experimentul Pitești) se odehrával v letech 1949–1952 podle instrukcí sovětské NKVD, kdy vedení komunistické strany Rumunska ovládali stalinisté Ana Pauker, Teohari Gaorgescu a Vasile Luka. Zastavil ho roku 1952 nový předseda Strany Gheorghe Gheorghiu-Dej, který se pokusil vymanit ze sovětského vlivu. Ve vězení v Pitești byli političtí vězni z Národní rolnické strany, Národní liberální strany a židovští sionisté podrobováni krutému mučení a vymývání mozků s cílem "převýchovy". Byl to nejrozsáhlejší podobný program v celém Východním bloku a jeho obětí bylo 1000 až 5000 vězňů, z nichž až 200 zemřely. Po ukončení byli strůjci tohoto experimentu odsouzeni v tajném procesu a 22 dostalo trest smrti. Vězení v Pitesti bylo využíváno také k selekci vězňů posílaných do pracovních lágrů, zejména na stavbu Dunajsko-černomořského kanálu, solných dolů Ocnele Mari a táborů Aiud, Gherla, Târgu Ocna, Râmnicu Sărat, Târgșor a dalších.
Povstání v Brașově roku 1987 a jeho následky. Od roku 1986 se začaly bouřit dělnické organizace proti režimu, který kvůli splácení zahraničních dluhů drasticky omezil domácí trh zboží a vyvolal problémy se zásobováním obchodů potravinami. Po ohlášeném snížení platů v automobilce ROMAN a plánované redukci pracovních míst v Brașově se místní dělníci z továren i běžní občané 15. listopadu 1987 vypravili před sekretariát strany a skandovali protikomunistická hesla a volali po odvolání Ceaucesca. Vyrabovali budovu a místní kantýnu dobře zásobenou jídlem a před budovou pálili partajní materiály. Ve večerních hodinách je obklíčili vojáci a agenti Securitate a 300 dělníků bylo zatčeno. Bylo vyneseno asi sto rozsudků ke dvěma letům vězení a řada dělníků byla nuceně deportována do jiných měst v Rumunsku.

## Odpor proti komunistickému režimu
Po skončení války roku 1944 zahájil komunistický režim rozsáhlé čistky ve státní správě, mezi studenty a v církvi, znárodňování majetku a násilnou kolektivizaci. V Západních zemích bylo v té době v uprchlických táborech 70 000 Rumunů, z nichž velká část byla ochotná bojovat proti komunistickému režimu. Řada mužů se v té době uchýlila do hor, aby unikla deportacím nebo vězení a rozhodla se k ozbrojenému odporu. Díky hornatému terénu Rumunských Karpat dokázaly menší a rozptýlené skupiny partyzánů režimu vzdorovat v ojedinělých případech až 30 let. V Banátu byla poslední skupina partyzánů zlikvidována roku 1962, poslední partyzán ve Făgărași byl dopaden až roku 1974. Po roce 1952 bylo v Rumunsku také vysazeno 100 parašutistů, převážně členů Legionářské gardy vycvičených CIA v zahraničí. Informace o tomto odboji pocházejí z archivů Securitate, zpřístupněných až po pádu komunistického režimu.